# Copersucar
A Copersucar (a Cooperativa de Açucar e Álcool rövidítése) brazíliai cég, a világ egyik legnagyobb nádcukorgyártó és -kereskedő vállalata. A 2016/2017-es gazdasági évben 5,3 millió tonna cukrot és 4,2 milliárd liter etanolt forgalmazott. 2016-ban Brazília 20. legnagyobb cége volt.
1959-ben alakult meg két szövetkezet egyesülésével. Az 1970-es években szerepet vállalt a brazíliai etanolprogramban (Proálcool), amelyet a kormány azért kezdeményezett, hogy csökkentse a külföldi üzemanyagtól való függőséget. Az 1970-es évek vége felé a Copersucar lett Emerson Fittipaldi Formula–1-es csapatának a fő támogatója.
2006-ban a vállalat profiltisztítást hajtott végre, és leválasztotta a kávé és cukor nem kiskereskedelmi értékesítését. 2008-ban a szövetkezet tagjai létrehozták a Copersucar S.A. részvénytársaságot. A szövetkezet (Cooperativa de Produtores de Cana-de-Açúcar, Açúcar e Álcool do Estado de
São Paulo) továbbra is megmaradt, de az üzleti tevékenységet a tulajdonában álló Copersucar S.A. folytatja. A szövetkezeti tagok egyrészt a Copersucar beszállítói, ugyanakkor az igazgatóság tagjai. A Copersucarnak kizárólagos joga van a 43 partnercég által gyártott cukor és etanol értékesítésére, ugyanakkor több mint 50 független gyártótól is vásárol.